# Bavelaw Castle

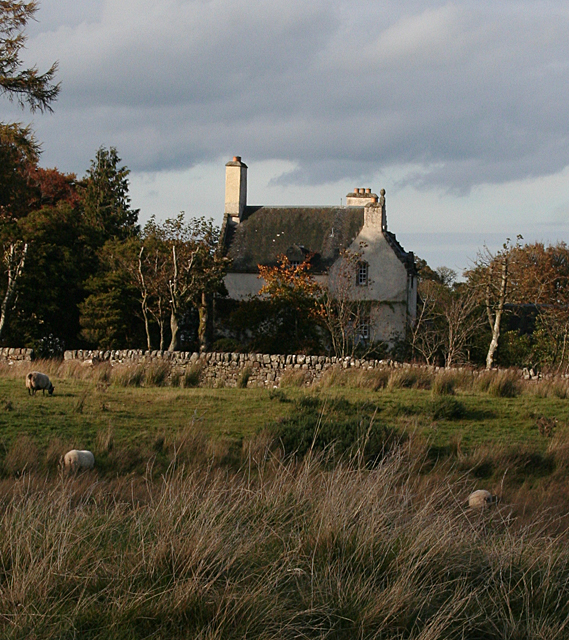
Bavelaw Castle

Bavelaw Castle ist ein Landhaus nördlich des Hare Hill in den Pentland Hills, etwa 6,5 km westlich von Penicuik und 3 km südlich von Balerno, oberhalb des Threipmuir Reservoir in der schottischen Council Area City of Edinburgh.

## Details
Ein früheres Haus an dieser Stelle gehörte den Braids, dann den Fairlies, fiel dann aber durch Heirat an die Forresters aus Niddry. Von ihnen fiel es im 16. Jahrhundert an die Mowbrays von Barnbougle und dann an die Familie Dundas, die vermutlich den Wohnturm mit L-förmigem Grundriss errichten ließen, der heute noch der Kern des Landhauses ist. 1628 fiel das Anwesen an die Scotts aus Harperigg.
Maria Stuart und König Jakob VI. weilten beide in Bavelaw Castle.
Mit der Zeit verfiel Bavelaw Castle zu einer Ruine, wurde aber um 1900 für Robert Lorimer restauriert und erweitert. Er ließ die früheren Nebengebäude mit dem ursprünglichen Wohnturm verbinden, größere Fenster einsetzen, eine Tourelle aufbauen, um den Platz im Dachgeschoss zu vergrößern, und den Keller umbauen.
Heute gehört Bavelaw Castle der Familie Douglas-Miller, den früheren Besitzern der Kaufhauskette Jenners. Historic Scotland hat es als historisches Bauwerk der Kategorie A gelistet.